# Durban Island
Durban Island – niezamieszkana wyspa w Cieśninie Davisa, w Archipelagu Arktycznym, w regionie Qikiqtaaluk, na terytorium Nunavut, w Kanadzie. W pobliżu Durban Island znajdują się wyspy: Block Island (7,1 km), Paugnang Island (12,6 km), Padloping Island (18,8 km) i Qaqaluit Island (21,5 km).